# Chloroclystis reddita
Glaucoclystis sinuosa là một loài bướm đêm trong họ Geometridae.